# Metapenaeopsis acclivis
Metapenaeopsis acclivis är en kräftdjursart som först beskrevs av Rathbun 1902.  Metapenaeopsis acclivis ingår i släktet Metapenaeopsis och familjen Penaeidae. Inga underarter finns listade i Catalogue of Life.